# Agua Fría, Acatepec
Agua Fría är en ort i Mexiko.   Den ligger i kommunen Acatepec och delstaten Guerrero, i den sydöstra delen av landet, 240 km söder om huvudstaden Mexico City. Agua Fría ligger 2 207 meter över havet och antalet invånare är 132.
Terrängen runt Agua Fría är varierad. Runt Agua Fría är det ganska glesbefolkat, med 42 invånare per kvadratkilometer. Närmaste större samhälle är Malinaltepec, 19,9 km öster om Agua Fría. I omgivningarna runt Agua Fría växer huvudsakligen savannskog.